# No Dream Impossible
Chansons représentant le Royaume-Uni au Concours Eurovision de la chanson
Don't Play That Song Again
(2000) Come Back
(2002)
No Dream Impossible est la chanson représentant le Royaume-Uni au Concours Eurovision de la chanson 2001. Elle est interprétée par Lindsay Dracass.
La chanson britannique est la seizième de la soirée, suivant Sevgiliye Son interprétée par Sedat Yüce pour la Turquie et précédant Energy interprétée par Nuša Derenda pour la Slovénie.
À la fin des votes, No Dream Impossible obtient 28 points et prend la quinzième place sur vingt-trois participants.
À sa sortie, la chanson se place à la 32e place des ventes de singles.

## Source de la traduction
- (en) Cet article est partiellement ou en totalité issu de l’article de Wikipédia en anglais intitulé « No Dream Impossible » (voir la liste des auteurs).